# Хромшпінеліди
Хромшпінеліди — складні оксиди, хромові руди. Промислові скупчення утворюють магнохроміт (Mg, Fe)Cr2O4, алюмохроміт (Mg, Fe)(Cr, Al)2O4, хромпікотит (Mg, Fe)(Al, Cr)2O4.
Вміст Cr2O3 в мінералах від 2 до 67 %. Промислову значимість хромові руди мають при вмісті в них не менше 25 — 30 % Cr2O3. В хромшпінелідах часто присутні домішки до 24 % Мп; до 2,3 % Zn; до 27,6 % V2O3; до 0,25 % ZrO2 та ін.
Сингонія кубічна. Тв. 5,5-7,5. Густина 4,2-5,1. Гол. мінерали: хроміт, магнезіохроміт, алюмохроміт, хромпікотит. Колір чорний до бурого. Блиск металічний до жирного. Спайність відсутня, злом нерівний. Хромшпінеліди крихкі. Хромшпінеліди — основні мінерали хромових руд. В Україні зустрічаються на Волині, в Карпатах.